# Rebilus
Genre
Rebilus est un genre d'araignées aranéomorphes de la famille des Trachycosmidae.

## Distribution
Les espèces de ce genre sont endémiques d'Australie. Elles se rencontrent au Queensland, en Nouvelle-Galles du Sud et au Victoria.

## Description
Les mâles mesurent de 8 à 17 mm et les femelles de 9 à 21 mm.

## Liste des espèces
Selon World Spider Catalog (version 23.0, 21/01/2022) :
- Rebilus bilpin Platnick, 2002
- Rebilus binnaburra Platnick, 2002
- Rebilus brooklana Platnick, 2002
- Rebilus bulburin Platnick, 2002
- Rebilus bunya Platnick, 2002
- Rebilus crediton Platnick, 2002
- Rebilus glorious Platnick, 2002
- Rebilus grayi Platnick, 2002
- Rebilus griswoldi Platnick, 2002
- Rebilus kaputar Platnick, 2002
- Rebilus lamington Platnick, 2002
- Rebilus lugubris (L. Koch, 1875)
- Rebilus maleny Platnick, 2002
- Rebilus monteithi Platnick, 2002
- Rebilus morton Platnick, 2002
- Rebilus tribulation Platnick, 2002
- Rebilus wisharti Platnick, 2002

## Systématique et taxinomie
Ce genre a été décrit par Simon en 1880 dans les Sparassidae. Il est placé dans les Drassidae par Simon en 1893, dans les Trochanteriidae par Platnick en 2002puis dans les Trachycosmidae par Azevedo, Bougie, Carboni, Hedin et Ramírez en 2022.

## Publication originale
- Simon, 1880 : « Révision de la famille des Sparassidae (Arachnides). » Actes de la Société Linnéenne de Bordeaux, vol. 34, p. 223-351 (texte intégral).